# Ringstraße 21 (Siegburg)

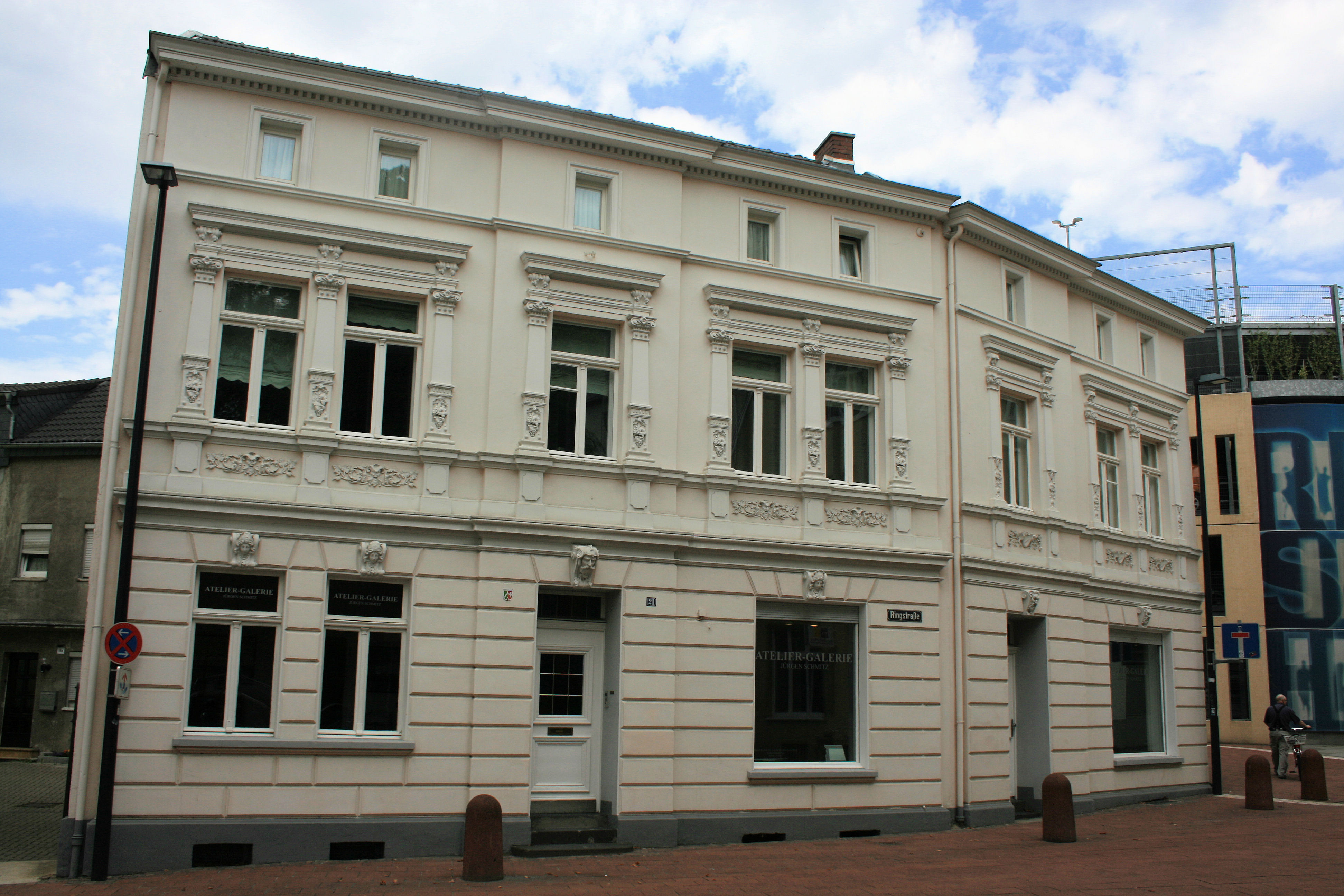
Ringstraße 21

Das Haus Ringstraße 21 in Siegburg ist ein denkmalgeschütztes Wohn- und Geschäftshaus in der Ringstraße.
Das repräsentative Gründerzeitgebäude ist im Stil des Historismus gehalten. Im Treppenhaus finden sich noch Reste einer Schablonenmalerei im Stil des frühsten Jugendstils. Der linke Flügel wurde 1887, der rechte 1898 erbaut. Das Haus wurde bis 1986 durch die Familie Hackelbusch als Wohnhaus und Werkstatt für ihr Glaser- und Anstreichergeschäft genutzt. Nach dem Verkauf 1986 an die Stadtentwicklungsgesellschaft (SEG) wurde das Gebäude zeitweise vom Verein Hilfe zur Arbeit und der CDU-Kleiderstube genutzt.
2003 mietete der Maler Jürgen Schmitz das Gebäude mit 260 m² Wohn- und Nutzfläche.